# タイヴィン虐殺
タイヴィン虐殺（タイヴィンぎゃくさつ、英語: Tay Vinh massacre、朝鮮語: 타이빈 양민 학살 사건）とは、ベトナム戦争時の1966年1月23日から2月26日にかけてベトナムビンディン省で韓国軍が市民1200人を虐殺した事件のこと。

## 概要
1966年1月23日－2月26日にかけて韓国陸軍首都機械化歩兵師団（猛虎部隊）は南ベトナムビンディン省タイソン県タイヴィン村の15集落の村民1,200人を虐殺した。2月26日には同部隊は併行してビンアン村の住民380人を虐殺した（ゴダイの虐殺）。
この事件は韓国軍事政権下で隠蔽されていたため、韓国国内では最近まで知られていなかった。米国のウィリアム・ウェストモーランド国防長官は事件について「韓国軍は、米国とベトナムの部隊と緊密に協力していたが、米国の統制下ではなく、別個の戦術的存在であった」として、韓国軍が独自で行った虐殺であると説明している。
慰霊碑には"Deeply carve the hatred against the American aggressors. Here on Feb. 2, 1966, South Korean mercenaries, under the command of American imperialists, massacred 380 people."と刻まれている。